# Małgorzata Rutan
Małgorzata Rutan (ur. 23 kwietnia 1736 w Metzu; zm. 9 kwietnia 1794) – francuska szarytka, ofiara rewolucji francuskiej, błogosławiona Kościoła rzymskokatolickiego. 

## Życiorys
Urodziła się 23 kwietnia 1736 roku w wielodzietnej rodzinie. Wstąpiła do zgromadzenia Sióstr Miłosierdzia. W 1779 roku rozpoczęła pracę w szpitalu, gdzie opiekowała się z pacjentami.
Została aresztowana w czasie rewolucji francuskiej. Podczas procesu oskarżono ją o łamanie prawa; sąd skazał ją na śmierć przez ścięcie na gilotynie w dniu 9 kwietnia 1794 roku. Wyrok wykonano tego samego dnia.
Jej proces beatyfikacyjny rozpoczął się w 1900 roku. Beatyfikował ją papież Benedykt XVI w dniu 19 czerwca 2011 roku.